# Сала Комачина
Сала Комачина (итал. Sala Comacina) је насеље у Италији у округу Комо, региону Ломбардија.
Према процени из 2011. у насељу је живело 614 становника. Насеље се налази на надморској висини од 233 м.

## Становништво
Према резултатима пописа становништва 2011. у општини је живело 614 становника.
| 1931. | 1936. | 1951. | 1961. | 1971. | 1981. | 1991. | 2001. | 2011. |
| ----- | ----- | ----- | ----- | ----- | ----- | ----- | ----- | ----- |
| 753   | 644   | 689   | 661   | 619   | 609   | 636   | 604   | 614   |